# Коростова
Коростова́ — село в Україні, у Лановецькій міській громаді Кременецького району Тернопільської області. Розташоване на річці Буглівка, на півдні району. До 2020 року у підпорядкуванні Печірнянській сільській раді.
Населення — 85 осіб (2001).

## Історія
Перша писемна згадка — 1618 рік.
Поблизу Коростови виявлено знахідку скіфського часу — залізний пас із золотою інкрустацією.
На 1936 рік село входило до ґміни Вишгородок Кременецького повіту.
12 червня 2020 року, відповідно до розпорядження Кабінету Міністрів України № 724-р «Про визначення адміністративних центрів та затвердження територій територіальних громад Тернопільської області» увійшло до складу Лановецької міської громади.
19 липня 2020 року, в результаті адміністративно-територіальної реформи та ліквідації Лановецького району, село увійшло до складу Кременецького району.

## Галерея

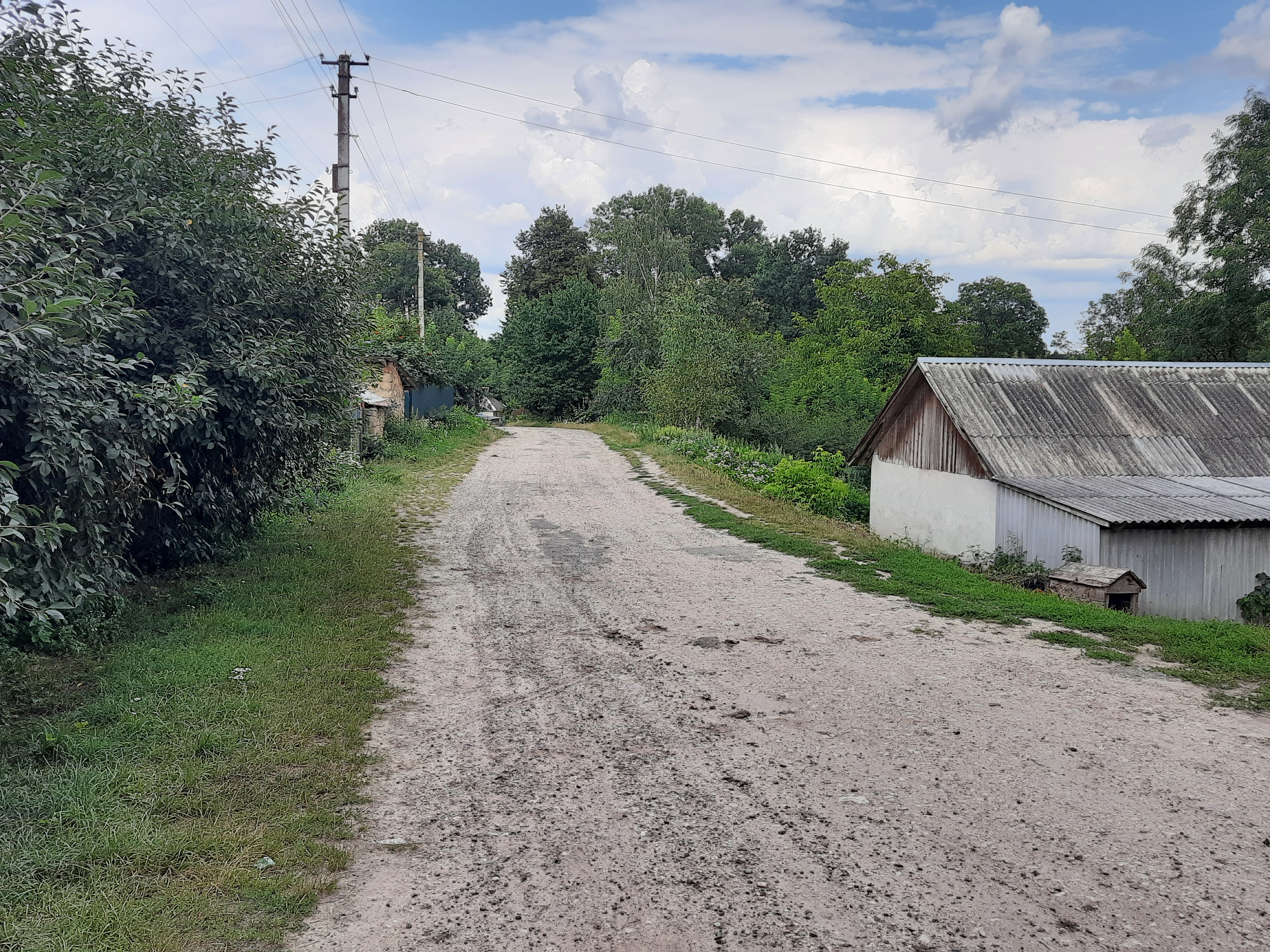
Сільська вулиця
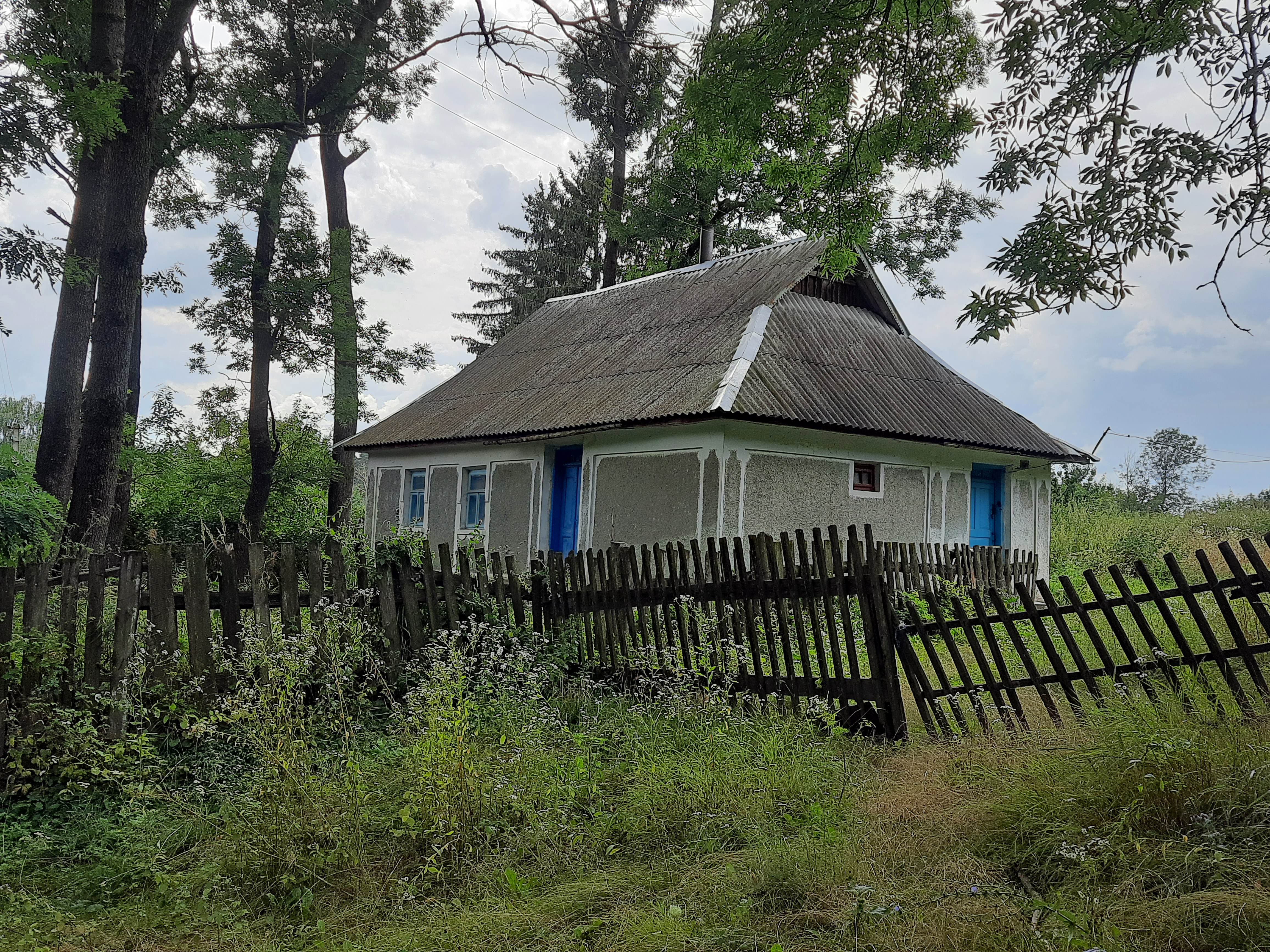
Сільська оселя
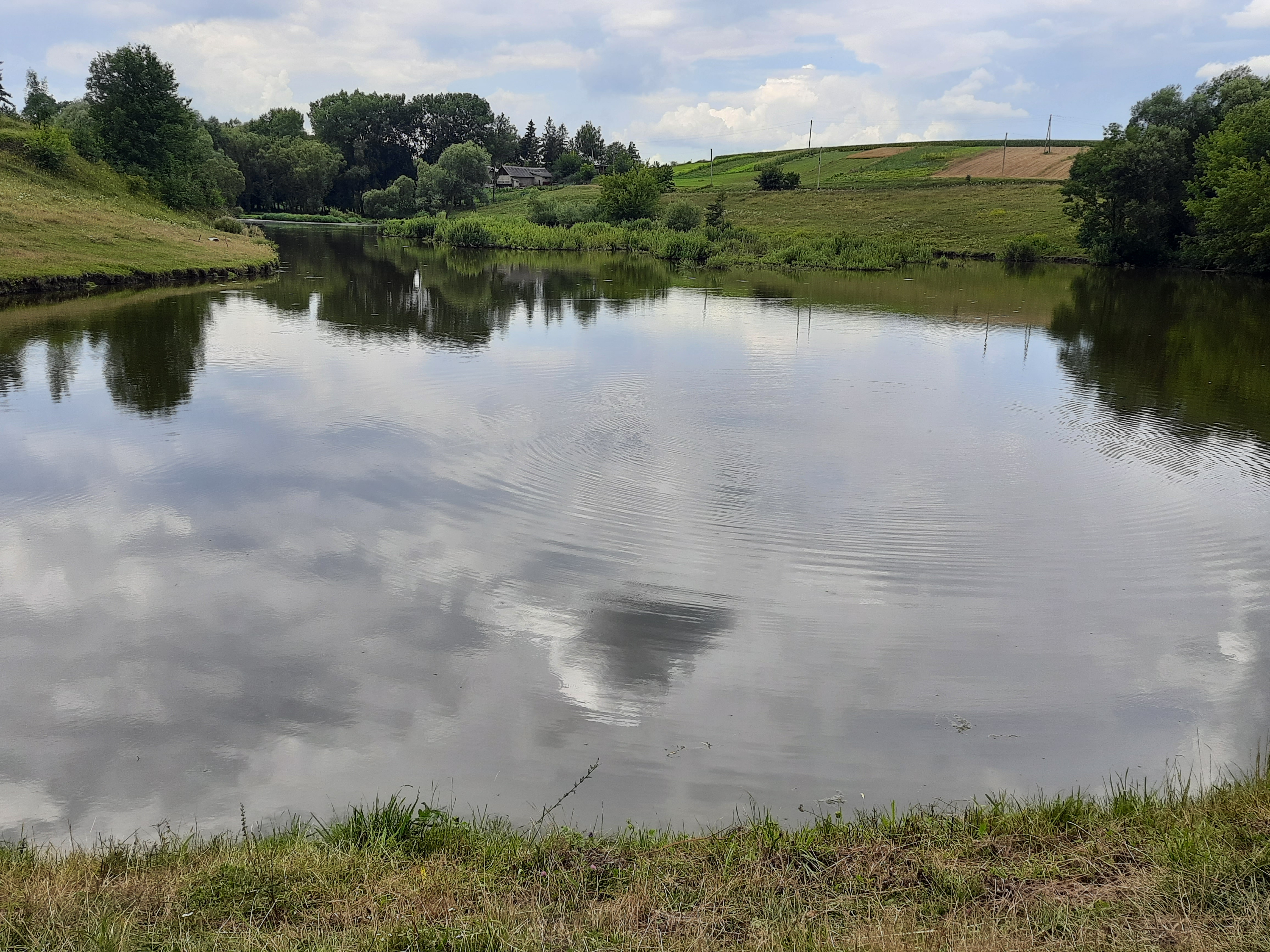
Став біля села
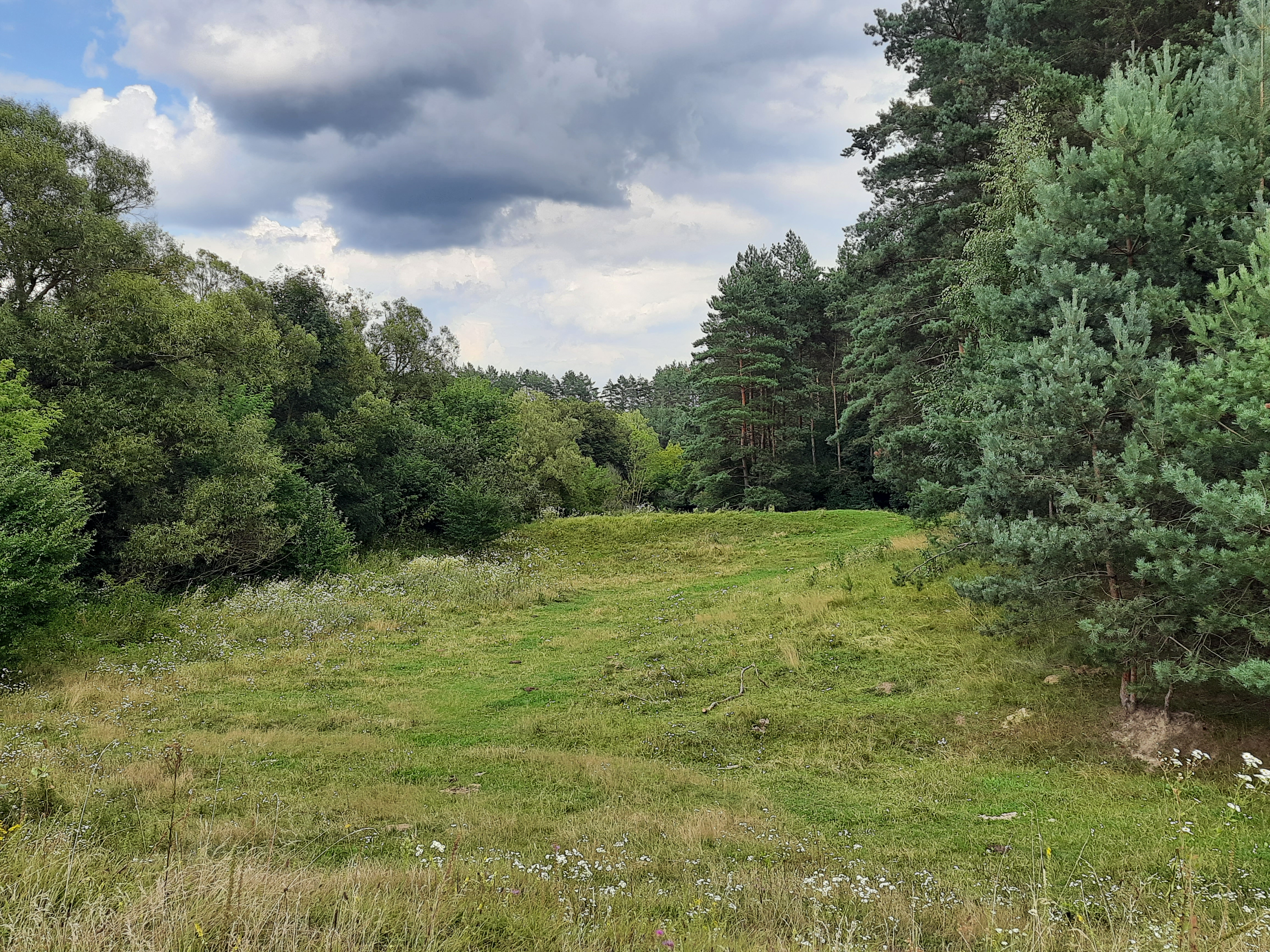
Краєвид біля села